# Präsidentschaftswahlen in Niger 1970

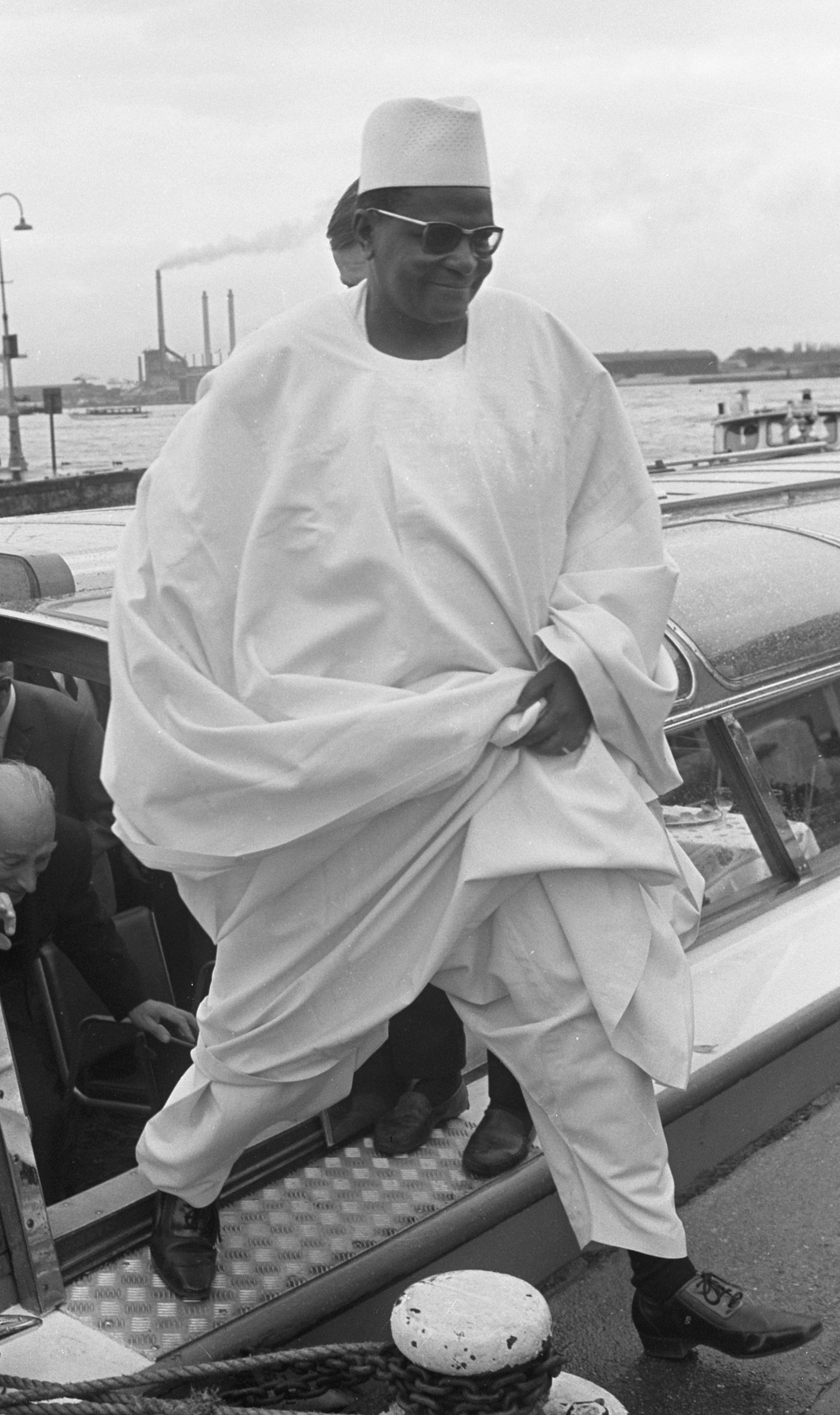
Hamani Diori, Sieger der Präsidentschaftswahlen in Niger 1970

Bei den Präsidentschaftswahlen in Niger 1970 wurde mittels Direktwahl der Staatspräsident der Republik Niger gewählt. Die Wahlen fanden am 1. Oktober 1970 statt. Der einzige Kandidat und Wahlsieger war der Amtsinhaber Hamani Diori.

## Hintergrund
In der Ersten Republik (1960–1974) gab es ein Einparteiensystem der Nigrischen Fortschrittspartei (PPN-RDA) unter Staatspräsident Hamani Diori. Dieser war zuletzt bei den Präsidentschaftswahlen von 1965 im Amt bestätigt worden. Damals wie bei den nunmehr verfassungsgemäß angesetzten Präsidentschaftswahlen von 1970 war Hamani Diori der einzige Kandidat. Die Wahlen waren weder kompetitiv noch frei.

## Ergebnisse
Von 1.942.744 registrierten Wählern gingen offiziell 1.910.626 zu den Urnen. Dies entspricht einer Wahlbeteiligung von 98,3 %. Von den abgegebenen Stimmzetteln wurden 1.907.673 (99,8 %) als gültig und 2.953 (0,2 %) als ungültig gewertet.
| Kandidat     | Partei  | Stimmenanzahl | Stimmenanteil |
| ------------ | ------- | ------------- | ------------- |
| Hamani Diori | PPN-RDA | 1.907.673     | 100 %         |

## Folgen
Am 22. Oktober 1970 wurden Parlamentswahlen abgehalten. Die Amtszeit von Staatspräsident Hamani Diori endete vorzeitig durch einen Staatsstreich am 15. April 1974, bei dem Seyni Kountché an die Macht kam.